# Янко, Тамара Фёдоровна
Тамара Фёдоровна Янко́ (1912—1988) — советская оперная певица (меццо-сопрано). Член КПСС с 1954 года. Народная артистка РСФСР (1977)

## Биография
Родилась 24 июня (7 июля 1912 года) в Жмеринке (ныне Винницкая область, Украина). Училась в Одесском музыкальном техникуме на вокальном отделении. В 1934—1939 годах училась в МГК имени П. И. Чайковского по классу пения у К. Н. Дорлиак. В 1938—1977 годах солистка МАМТ имени К. С. Станиславского и Вл. И. Немировича-Данченко. Многие партии готовила под руководством Вл. И. Немировича-Данченко. Выступала с концертно-исполнительской деятельностью. С 1954 года преподавала в ГИТИСе на кафедре сольного пения. Доцент (1977). Профессор (1983). Член КПСС с 1954 года. Первая исполнительница песни М. И. Блантера и М. В. Исаковского «Катюша».
Умерла 2 февраля 1988 года. Похоронена в Москве на Кунцевском кладбище.
Муж — С. А. Ценин.

## Репертуар
Первая исполнительница
- 1939 — «В бурю» Т. Н. Хренникова — Мария Косова
- 1951 — «Семья Тараса» Д. Б. Кабалевского — Евфросинья
- 1959 — «Обручение в монастыре» С. С. Прокофьева — Дуэнья
- 1960 — «Улица дель Корно» К. В. Молчанова — Синьора
- 1967 — «Виринея» С. М. Слонимского — Мокеиха
- 1972 — «Три жизни» О. В. Тактакишвили — Мать
- «Царская невеста» Н. А. Римского-Корсакова — Любаша
- «Кащей Бессмертный» Н. А. Римского-Корсакова — Кащеевна
- «Евгений Онегин» П. И. Чайковского — Няня Филиппьевна, Ольга
- «Перикола» Ж. Оффенбаха — Перикола
- «Сказки Гофмана» Ж. Оффенбаха — Никлаус
- «Дочь мадам Анго» Ш. Лекока — мадемуазель Ланж
- «Донья Жуанита» Ф. Зуппе — Олимпия
- «Хари Янош» З. Кодая — Императрица
- «Нищий студент» К. Миллёкера — графиня Палматика
- «Фрол Скобеев» Т. Н. Хренникова — Варвара
- «Безродный зять» Т. Н. Хренникова — мамка боярыни Анны
- «Война и мир» С. С. Прокофьева — Ахросимова

## Награды и премии
- народная артистка РСФСР (1977)
- Сталинская премия второй степени (1952) — за исполнение партии Евфросиньи в оперном спектакле «Семья Тараса» Д. Б. Кабалевского (1951; 2-я редакция)
- специальная премия 1-го Всесоюзного конкурса вокалистов (1939) — за лучшее исполнение произведений советских авторов